# ФК Коло Коло
Коло-Коло (шп. Club Social y Deportivo Colo-Colo) је фудбалски клуб из Сантијага, Чиле. Име носи по индијанском поглавици.
Један је од иницијатора чилеанске професионалне лиге. Оснивач је јужноамеричког купа који је прерастао у данашњи Куп Либертадорес.
Освајач је многобројних трофеја у Чилеу и једини клуб из те земље који је икада освојио Куп Либертадорес (1991). Исте године је играо у Интерконтиненталном купу на Олимпијском стадиону у Токију, када је поражен од Црвене звезде.

## Успеси клуба

### Аматерско првенство
- Првенство Централне фудбалске лиге Сантијага
  - Победник (3): 1925, 1928, 1929
- Првенство Фудбалске асоцијације Сантијага
  - Победник (1): 1930

### Национални успеси
- Прва лига
  - Победник (29): 1937, 1939, 1941, 1944, 1947, 1953, 1956, 1960, 1963, 1970, 1972, 1979, 1981, 1983, 1986, 1989, 1990, 1991, 1993, 1996, 1997 (К), 1998, 2002 (К), 2006 (А и К), 2007 (А и К), 2008 (К), 2009 (К)
  - Други (16): 1933, 1943, 1952, 1954, 1955, 1958, 1959, 1966, 1970, 1973, 1982, 1987, 1992, 1997 (А), 2003 (А), 2003 (К), 2008 (А)
- Куп Чилеа
  - Победник (14): 1933, 1938, 1940, 1945, 1958, 1974, 1981, 1982, 1985, 1988, 1989, 1990, 1994, 1996
  - Финалиста (4): 1979, 1980, 1987, 1992

### Међународни успеси
- Куп Либертадорес
  - Победник (1): 1991
  - Финалиста (1): 1973
- Интерконтинентални куп
  - Финалиста (1): 1991
- Рекопа Судамерикана
  - Победник (1): 1992
- Копа Интерамерикана
  - Победник (1): 1992
- Куп Јужне Америке
  - Финалиста (1): 2006

## Занимљивости
Надимци клуба су : „Албос“, „Индиос“ и „Вечити шампион“. Традиционалне боје клуба су : бели дрес, црни шортс и беле чарапе. Након смрти оснивача клуба, Давида Арељана, црна боја је додата на врх грба у знак почасти. Такође, стадион је добио име по њему у знак вечитог сећања. Коло-Коло своје утакмице игра у Сантијагу, општина Макул. Једини је клуб који од оснивања чилеанске Прве дивизије 1993. године није испао у нижи ранг такмичења. Клуб је рангиран међу 30 најбољих светских клубова од стране IFFHS.

## Боје клуба
Боје клуба, бела и црна, одражавају идеју оснивача : „Бели дрес је симбол чистих намера и принципа, а црно на шортсу представља одлучност да се увек часно боримо за победу."

## Стадион
Стадион Коло-Кола, Стадион Давид Арељано (Estadio Monumental David Arellano), налази се у Макулу, предграђу Сантијага и капацитет му је 45.953 гледалаца. Стадион је отворен 30. септембра 1989. утакмицом против уругвајског Пењарола, коју је гост добио резултатом 2:1. Највећа посета је била 69.305 гледалаца на мечу играном 1992. године између великих ривала, Кола-Кола и Универсидад де Чилеа. На стадиону се такође играло и финале Купа Либертадореса 1991, које је Коло-Коло тада освојио по први пут.

## Навијачи
Најватренији навијачи, "Hinchada" или "Barra", познати су као Бела Канџа. То је највеће организована група фудбалских навијача у Чилеу, основана 1985. године, иза које следе навијачи највећег ривала, клуба Универсидад де Чиле. Бела Канџа прати свој тим и навија за њега на сваком стадиону на коме Коло-Коло наступа.